# Neoclytus amazonicus
Neoclytus amazonicus là một loài bọ cánh cứng trong họ Cerambycidae.